# Řeřuška alpská
Řeřuška alpská (Hornungia alpina) je drobná horská rostlina, druh rodu řeřišník. V minulosti byla řazena do samostatného rodu Pritzelago pro který bylo také používáno synonymum Hutchinsia.

## Rozšíření
Druh se vyskytuje v horách západní, střední a jižní Evropy, v Pyrenejích, Juře, Alpách, Západních Karpatech, Apeninách a místy i na Balkáně. V České republice řeřuška alpská neroste, na Slovensku se tento variabilní druh nachází ve dvou poddruzích, jeden v Tatrách a druhý na Fatře.
Obvykle vyrůstá v alpínském a subalpínském stupni na vlhkých skalnatých sutích nebo ve skalních puklinách, většinou na vápencovitém podloží. Roste obvykle na plném světle, snese však i částečné zastínění.

## Popis
Vytrvalý hemikryptofyt s 3 až 10 cm dlouhými lodyhami rostoucími z dřevnatého kořene. Lodyhy se již od báze rozvětvují do přímých nebo vystoupavých větví a jsou holé nebo porostlé jemnými krátkými chlupy (0,2 mm) které mohou být jednoduché, vidlicovité nebo hvězdicovité. Stále zelené listy vyrůstají u báze lodyh které jsou výše bezlisté. Slabě dužnaté, téměř lysé a v obrysu vejčité listy bývají až čtyřčetné nebo peřenosečné. Jejich segmenty jsou celokrajné, tupé nebo zašpičatělé a bývají dlouhé do 5 mm.
Drobné, čtyřčetné, stopkaté, jemně vonící květy vytvářejí v počtu 10 až 40 husté květenství hrozen který se někdy při dozrávání plodů prodlužuje a rozvolňuje. Zelené, na okraji blanité kališné lístky jsou dlouhé asi 2 mm. Bílé, široce obvejčité nebo kopisťovité korunní lístky s krátkým nehtem jsou na vrcholu celistvé nebo jen slabě vykrojené a mívají průměrnou délku 3 mm. Šest čtyřmocných tyčinek je zakončeno žlutými prašníky, u bází kratších tyčinek je po dvou nektariích. Čnělka je krátká a nese kulovitou bliznu. Kvetou obvykle v červnu a červenci. Ploidie druhu je 2n = 12.
V souplodí vyrůstající plody jsou 4 až 5 mm dlouhé šešulky se stejně dlouhou stopkou. Pukavé šešulky jsou elipsovité, mírně zploštělé a na vrcholu mají ostrou špičku se suché čnělky. Obsahují 2 až 4 zploštělá podlouhlá semena s hladkým osemením která jsou asi 2 × 1 mm velká.

## Význam
Řeřuška alpská se občas pěstuje v zahradách kde se vysazuje do alpínií nebo k pokrytí nízkých kamenitých zídek. Požaduje nezastíněné a jen občas vlhké místo, vytváří nízký hustý koberec celoročně tmavě zelených listů. Jsou vyšlechtěny variety kvetoucí postupně drobnými bílými kvítky od poloviny jara do konce léta. Jednotlivé trsy se mohou v pozdním létě rozdělovat.

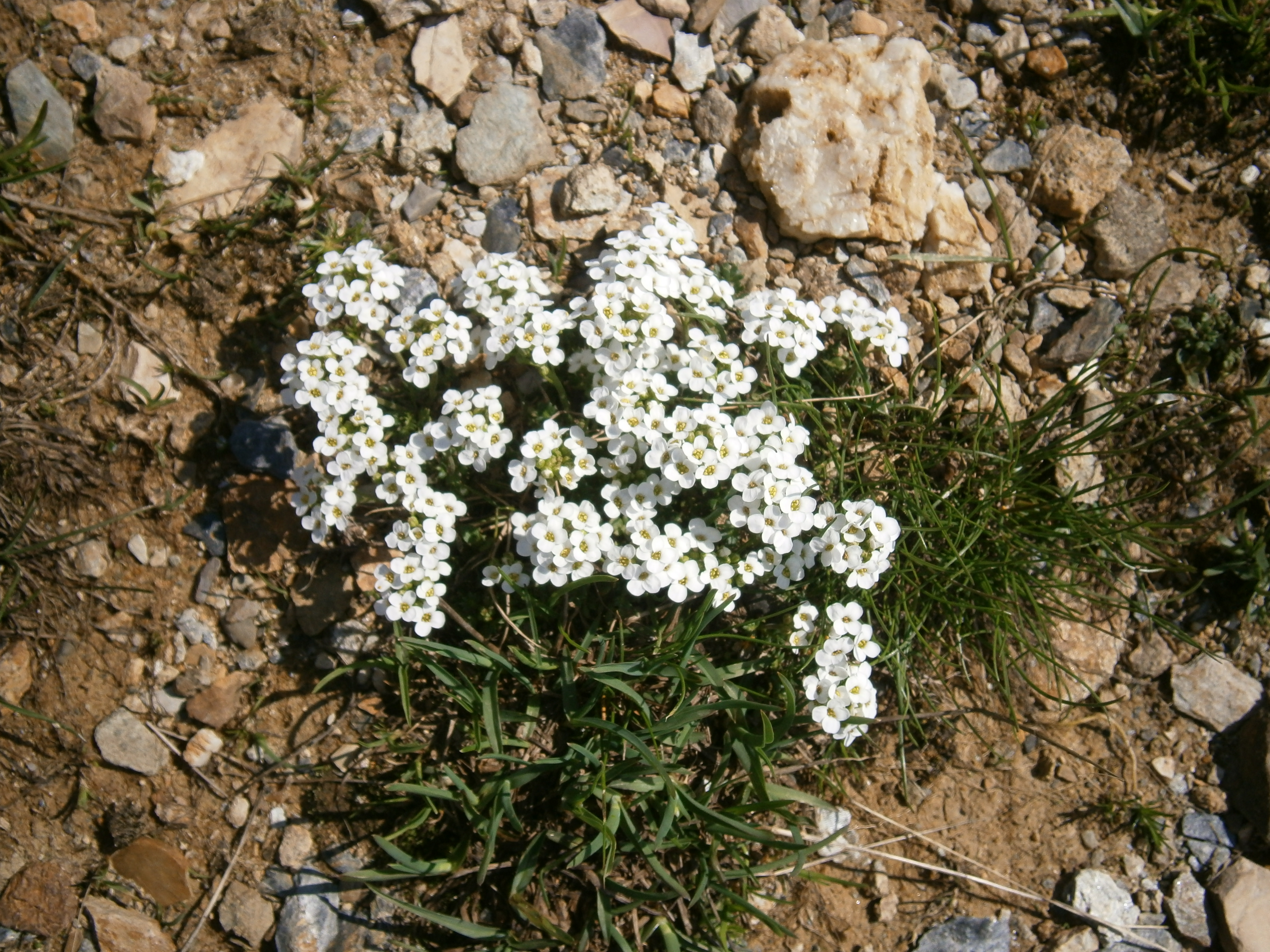
Přirozené prostředí
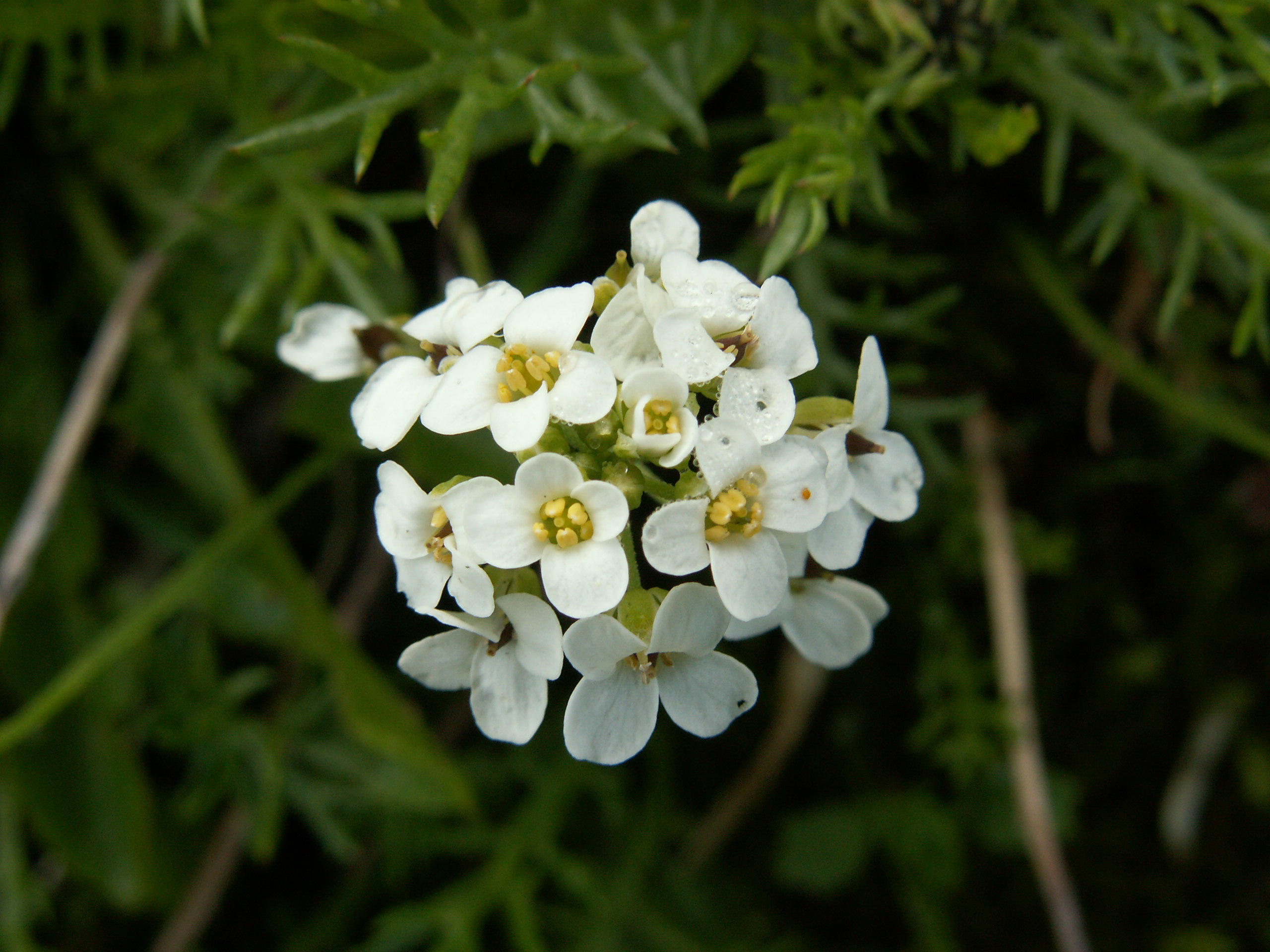
Květy zblízka
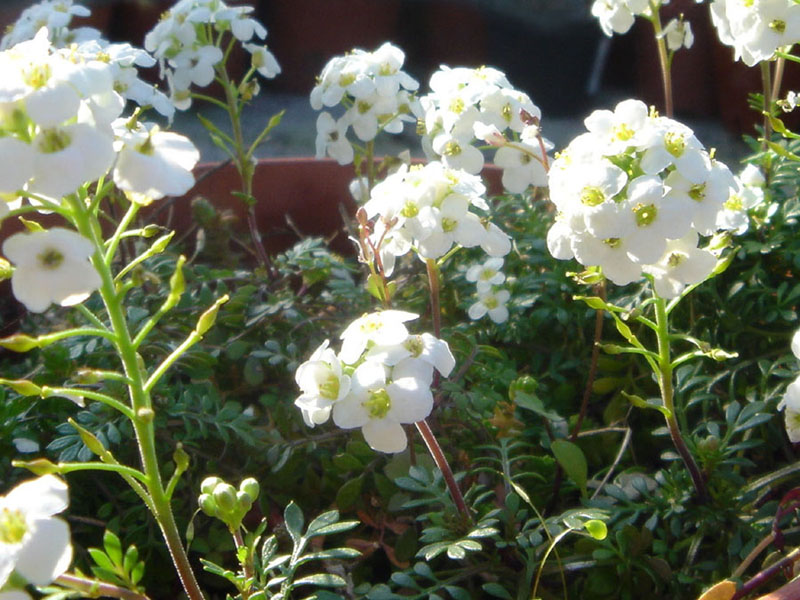
Zrající šešulky